# Dennis Aogo
Dennis Aogo (født 14. januar 1987 i Karlsruhe, Vesttyskland) er en tysk fodboldspiller af nigeriansk oprindelse, der spiller som midtbanespiller hos Bundesliga-klubben VfB Stuttgart Han har tidligere spillet for Freiburg, Hamburg og Schalke 04.

## Landshold
Aogo står (pr. april 2018) noteret for 12 kampe Tysklands landshold, som han også repræsenterede ved VM i 2010 i Sydafrika.